# Alberuela de Tubo (kommunhuvudort)
Alberuela de Tubo är en kommunhuvudort i Spanien.   Den ligger i provinsen Provincia de Huesca och regionen Aragonien, i den nordöstra delen av landet, 300 km nordost om huvudstaden Madrid. Alberuela de Tubo ligger 352 meter över havet och antalet invånare är 376.
Terrängen runt Alberuela de Tubo är huvudsakligen platt, men åt nordväst är den kuperad. Terrängen runt Alberuela de Tubo sluttar söderut. Runt Alberuela de Tubo är det glesbefolkat, med 12 invånare per kvadratkilometer. Närmaste större samhälle är Grañén, 13,3 km väster om Alberuela de Tubo. Trakten runt Alberuela de Tubo består till största delen av jordbruksmark.